# Folke Bohlin
Folke Ivar Reinhold Bohlin (Gotemburgo, 20 de março de 1903 — Frölunda, 12 de junho de 1972) foi um velejador sueco, campeão olímpico. Ele competiu nos Jogos Olímpicos de Verão de 1956 na classe Dragon e conquistou a medalha de ouro a bordo do Slaghöken II, ao lado de Bengt Palmquist e Leif Wikström. Anteriormente, nos Jogos Olímpicos de Verão de 1948, conseguiu a prata neste mesma classe, desta vez com Hugo Johnson e Gösta Brodin.